# Bouré (région)
Pour les articles homonymes, voir Bouré.

Les régions aurifères et le commerce transsaharien entre le

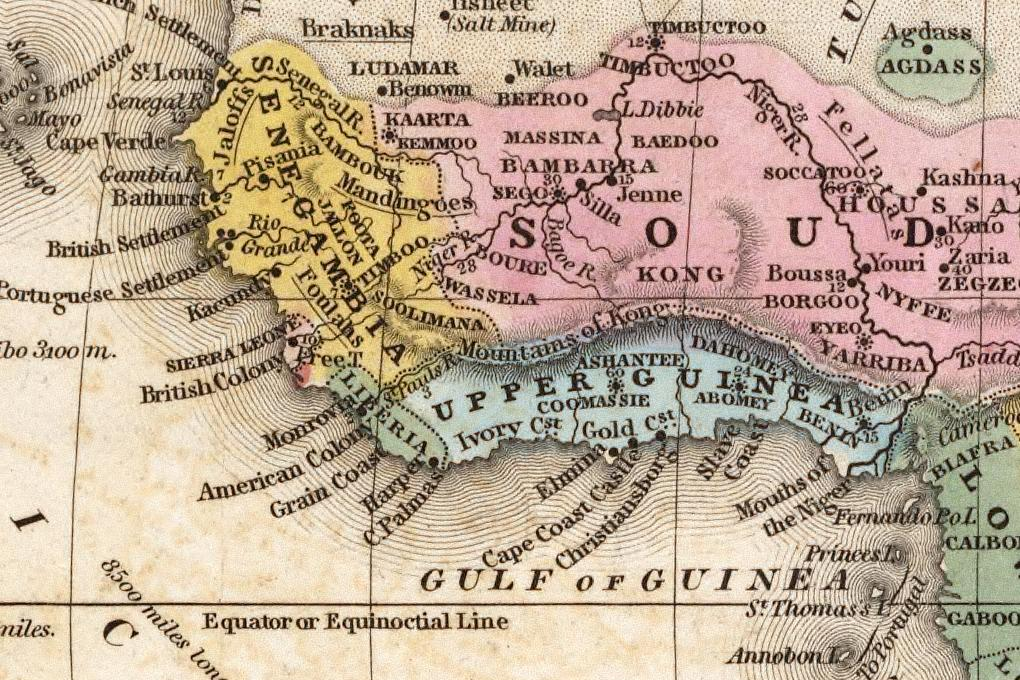
Localisation du Bouré au centre d'une carte de Samuel Augustus Mitchell de 1839

Le Bouré (ou Bourré) est une petite région d'Afrique de l'Ouest, située au nord de la rivière Tinkisso et au nord/nord-ouest de la ville de Siguiri, aujourd'hui en Guinée.
Avec le Bambouk, le Bouré était autrefois — notamment aux XIe et XIIe siècles — l'un des principaux centres d'extraction de l'or de l'Ouest africain. Cette activité s'est poursuivie à l'ère coloniale. À la veille de l'indépendance de la Guinée (1958), près de 70 000 personnes travaillaient dans la région, dont la moitié étaient des mineurs professionnels. Pendant la saison sèche, de janvier à juillet, une famille pouvait produire jusqu'à 200 grammes d'or. Aujourd'hui, entre avril et juin, des femmes pratiquent toujours l'orpaillage dans les alluvions du Niger et du Tinkisso.